# U ranjenom Gradu
U ranjenom Gradu, hrvatski dokumentarni film iz 2012. godine. Snimljen je u produkciji Blank filmskog inkutatora. Cijeli film je dostupan na YouTubeu od 1. prosinca 2016.

## Radnja
Prikazane su snimke bolna života kroz koje je prolazio Dubrovnik tijekom srpsko-crnogorske opsade 1991. godine. Pojedini dijelovi filma nisu za osjetljivije osobe. Film tvore autorski snimci Miroslava Tomšića, koji su nastali tijekom ratna okruženja Dubrovnika. Snimio je 25 sati materijala snimljena u prva tri mjeseca opsade, do otprilike 15. prosinca. U montažu je pošlo samo ono najznačajnije.

## Vanjske poveznice
- Blank